# Andy Beattie
Andy Beattie, właśc. Andrew Beattie (ur. 11 sierpnia 1913 w Kintore, zm. 20 września 1983 w Nottingham) – szkocki piłkarz występujący na pozycji obrońcy oraz trener.

## Kariera klubowa
Beattie rozpoczął swoją karierę piłkarską w amatorskim klubie Inverurie Loco Works. W 1935 roku przeszedł do angielskiego Preston North End, grającego w Division One. W lidze tej zadebiutował 4 maja 1935 w zremisowanym 0:0 meczu z West Bromwich Albion. W sezonie 1936/1937 dotarł z klubem do finału Pucharu Anglii. W kolejnym sezonie wygrał z nim zaś te rozgrywki, a także zajął 3. miejsce w lidze. 24 września 1938 w wygranym 3:1 spotkaniu z Birmingham strzelił swojego pierwszego gola w Division One. W 1939 roku rozgrywki ligowe został zawieszone z powodu II wojny światowej. W 1941 roku zwyciężył z klubem w rozgrywkach Pucharu Ligi Wojennej. Po wojnie, rozgrywki Division One zostały wznowione w sezonie 1946/1947. Był to jednocześnie ostatni sezon Beattie’go w karierze piłkarza. 
W Division One rozegrał 125 spotkań i zdobył 4 bramki.

## Kariera reprezentacyjna
W reprezentacji Szkocji Beattie zadebiutował 17 kwietnia 1937 w wygranym 3:1 meczu British Home Championship z Anglią. W latach 1937–1938 w drużynie narodowej rozegrał 7 spotkań.

## Kariera trenerska
Karierę trenera Beattie rozpoczął od prowadzenia klubów z Division Three – Barrow oraz Stockport County. W kwietniu 1952, w końcowym okresie sezonu 1951/1952 został szkoleniowcem zespołu Huddersfield Town, walczącego o utrzymanie w Division One. Nie udało mu się jednak uniknąć spadku do Division Two. W kolejnym sezonie zdołał poprowadzić Huddersfield z powrotem do Division One, lecz w sezonie 1955/1956 zespół ponownie spadł do niższej ligi.
W trakcie pracy dla Huddersfield, w 1954 roku Beattie był selekcjonerem reprezentacji Szkocji, zastępując dotychczasowy komitet trenerski. Zadebiutował w tej roli 3 kwietnia 1954 w przegranym 2:4 meczu British Home Championship z Anglią. Poprowadził także kadrę Szkocji na Mistrzostwach Świata 1954. Pod jego kierownictwem drużyna rozegrała dwa spotkania: z Austrią (0:1) i Urugwajem (0:7), po czym odpadła z turnieju po fazie grupowej. Beattie zakończył swoją pracę jako trener reprezentacji, która ponownie została przejęta przez komitet trenerski.
W końcówce sezonu 1957/1958 objął stanowisko trenera w Carlisle United, z którym wówczas spadł z Division Three do Division Four. W 1959 roku ponownie został selekcjonerem drużyny narodowej Szkocji. Pełnił tę funkcję do listopada 1960. Wcześniej w tym samym roku, w lutym opuścił Carlisle, a w lipcu podjął pracę jako trener Nottingham Forest z Division One, gdzie pozostał przez trzy sezony.
Kolejne kluby, które prowadził, to Plymouth Argyle (Division Two) oraz Wolverhampton Wanderers. W sezonie 1964/1965 poprowadził Wolverhampton do spadku z Division One do Division Two. Następnie pracował w Notts County (Division Four). Była to jego ostatnia praca w karierze trenerskiej.